# Nico Robin
 Der er for få eller ingen kildehenvisninger i denne artikel, hvilket er et problem. Du kan hjælpe ved at angive troværdige kilder til de påstande, som fremføres i artiklen.

Nico Robin er en fiktiv karakter fra mangaen og animeen One Piece. Hun er arkæolog i piratbanden Stråhattene og er det nyeste medlem. Hendes drøm er at finde verdens sande historie – nærmere betegnet Rio-poneglyffen.

## Personlighed og optræden
Nico Robin er med sine 28 år det tredje ældste medlem i besætningen og er cirka ti år ældre end resten, foruden Franky og Brook. Hun er tydeligvis også meget mere moden og erfaren end resten af Stråhattene og kan altid komme med et ekstra input på tingene. Robin er enormt intelligent og sidder tit med hovedet begravet i bøger. Hun er meget fattet, og det eneste, der kan gøre hende vred, er, når man ikke respekterer historien. Eksempelvis fik Yama fra Skypia hendes vrede at mærke, da han tankeløst smadrede nogle ældgamle ruiner, selvom hun bad ham lade være. Robin slås sjældent, men når hun gør, har hun ofte en fordel, da hun har djævlekræfter fra Flora-Flora frugten.
Robin er meget reserveret og mystisk. Hun er ikke aktiv deltager i fester og snakker ikke, men sidder i stedet på sidelinjen og smiler eller læser. Man ser hende sjældent grine, men hun charmerer af og til folk med et af sine mystiske smil. Hun er meget venlig og dannet og står på det område i direkte kontrast til Nami. Med undtagelse af Luffy kalder hun sjældent Stråhattene ved navn, men derimod ved titel, som beskriver deres specielle træk; f.eks. er Nami 'Fru Navigatør', Usopp 'Hr. Langnæse' etc. At hun tiltaler dem ved disse titler kunne antyde, at hun gerne vil have en vis afstand til dem – dog virker hun tilfreds hos Stråhattene. Hun er også den eneste der respektere Luffy som skibets kaptajn, ved at behandle og tiltale ham som kaptajn.
Stråhattene ved ikke særlig meget om hende, men har alligevel taget godt imod hende, når man tænker på, at hun tidligere var partner med deres største fjende i Alabasta-sagaer. Luffy og Sanji var de første til at byde Robin velkommen i besætningen, efterfulgt af Chopper, Usopp og Nami. Zoro var dog meget kølig i starten, men begyndte også at acceptere hende i Skypia.
Robin er den eneste Stråhat, der ikke har en meget fremtrædende humoristisk side. Det eneste komiske indfald ved hende er hendes ligefremhed om forfærdelige ting, f.eks. når en person er blevet væk, tror hun, at vedkommende er død på en meget brutal måde. Hun vises aldrig med overdrevne ansigtsudtryk, og hun har ikke nogen svagheder personlighedsmæssigt. Hun er alt i alt en mystisk figur, men hun skjuler sandsynligvis på noget.

### Robins viden
Nico Robin er som nævnt utrolig intelligent og har en stor viden. Hun fortalte til sit 'jobinterview' med Usopp, at hun blev færdiguddannet som arkæolog allerede som 8-årig. Hendes drøm er at finde verdens sande historie, som vi dog ikke har hørt noget om. Robin synes at have en interesse for Luffy og ved tilsyneladende noget om hans familie og redder stråhatbanden fra en buster call.

## Fortid
For 20 år siden fik hun sat en dusør på 79.000.000 berries på hendes hoved, hvilket er absurd meget for en 8-årig pige. Ifølge Verdensregeringen er grunden til dette, at hun sænkede 6 krigsskibe. Det er dog i virkeligheden fordi hun kan læse en skrift kaldet poneglyfer.

## Angreb og Kampteknik
Nico Robin har djævlekræfter, da hun har spist Flora-Flora frugten, og denne frugt gør, at hun kan få sine kropsdele til at gro alle steder. Hovedsageligt er det armene, hun bruger, men man har også set hende bruge fødderne, øjne og ører. Nico Robin er, som alle andre med djævlekræfter, svag over for vand, men dog kun hav vand, og kun nå det når hende til knæene, og Flora-Flora frugten beskytter hende heller ikke mod våben. Giver man hendes udvoksede arm en skramme, får den rigtige arm også en skramme. Ligeledes er de udvoksede arme ikke stærkere end hendes almindelige, men trods alt mere effektive, fordi de er mange flere. Trods ulemperne mestrer hun sine djævlekræfter meget godt, og man har endnu ikke set dem være en stor ulempe for hende.
Navnene på Robins angreb er ofte en kombination af fransk og spansk. Hvis hun for eksempel vil have 3 hænder frem, siger hun "Trés Fleurs" (trés er spansk for tre og fleurs er fransk for blomster).